# Vítor Fernandes
Vítor Fernandes é um gestor bancário português. Em maio de 2021 foi nomeado presidente não executivo (Chairman) do Conselho de Administração da SIBS. Este é um regresso à SIBS, já que o gestor fez parte do Conselho de Administração da empresa entre 2014 e 2020. 
Entre 2000 e 2007, Vítor Fernandes foi vogal do Conselho de Administração da Caixa Geral de Depósitos (CGD). Foi responsável pelas áreas de marketing e de operações e pelo acompanhamento da situação do grupo segurador Fidelidade. Foi ouvido nessa qualidade, em 2019, pela comissão parlamentar de inquérito àquele banco, a qual analisou a gestão da CGD entre 2000 e 2015, período durante o qual o banco foi liderado por António de Sousa (2000-2004), Carlos Santos Ferreira (2005-2008), Faria de Oliveira (2008-2010) e José de Matos (2011-2016).
Em 2008, saiu da CGD para o Conselho de Administração do Banco Comercial Português (BCP), presidido por Carlos Santos Ferreira, a seu convite, juntamente com Santos Ferreira e Armando Vara, não renovando com a Lone Star.
Em 2014, passou a integrar o Conselho de Administração Executivo do Novo Banco, primeiro na direção de Eduardo Stock da Cunha e, posteriormente, na de António Ramalho. Em outubro de 2020, anunciou a sua renúncia ao cargo, com efeitos a partir de 30 de novembro desse ano, sendo substituído durante o mandato em curso por Andrés Baltar Garcia. Vítor Fernandes explicou ao Público que renunciou ao cargo na sequência de divergências estratégicas sobre o futuro da instituição,  após perceber que não fazia parte da equipa core da Lone Star Funds, proprietária do Novo Banco.
Foi ainda presidente executivo das seguradoras Mundial Confiança, Império Bonança e Fidelidade-Mundial. 
A 10 de fevereiro de de 2021, o nome de Vítor Fernandes foi ainda confirmado para o cargo de presidente do Conselho de Administração do Banco de Fomento pelo ministro do Estado, da Economia e da Transição Digital, Pedro Siza Vieira, cargo que não chegou a exercer.